# Disophrys major
Disophrys major är en stekelart som beskrevs av Szepligeti 1902. Disophrys major ingår i släktet Disophrys och familjen bracksteklar. Inga underarter finns listade i Catalogue of Life.